# The Craftmen Club
The Craftmen Club est un groupe de rock français originaire de Guingamp, en Bretagne. Formé en 2000, il éclot deux ans plus tard au festival des Vieilles Charrues ainsi qu'aux Transmusicales de Rennes, avant de se faire connaître en tournée en France et par deux EP. Il donne, à l'été 2013, un total de plus de 800 concerts.
Sous le terme de « prototype rock 'n' roll music », The Craftmen Club revendique dans ses premières années l'influence du garage rock et l'utilisation d'un sampleur, à la manière de Sloy notamment. Avec Thirty-Six Minutes, publié en 2009, son style intègre des éléments de country, ce qui vaudra à cet album d'être rapproché des premières productions de Noir Désir ou encore de 16 Horsepower. Le troisième album, Eternal Life, sort le 27 septembre 2013. Le groupe décide de se séparer en 2018.

## Biographie

### Débuts (2000—2004)
Formé en mai 2000 par Steeve Lannuzel et Yann Ollivier, The Craftmen Club est un groupe de « prototype rock 'n' roll music » (style autoproclamé).
Ils sortent très vite leur première démo (CD-R). Dès le début, le groupe tourne dans le Grand Ouest se forgeant leur réputation scénique, avec des shows d'une énergie rarement vue en France,. En juillet 2002, après avoir remporté le tremplin, ils se retrouvent sur la scène Xavier Grall des Vieilles Charrues et y font la rencontre de leur premier tourneur, Soda, dirigé par Bruno Vanthournout à Rennes.
Un premier EP (Jesus is a Hit and Run Driver, Man, enregistré par Mick et Fred des Bikini Machine) sort le jour de leur passage aux Transmusicales : s'ensuit leur première tournée nationale avec une cinquantaine de dates en 2003. Tout en continuant de tourner, The Craftmen Club s'attelle a la composition de son premier album. Un premier changement au sein du groupe a lieu en 2004, Kevin le quittant pour être remplacé par Mikael Gaudé. Ce dernier cède à son tour sa place en 2005 à Marc Corlett et va développer son projet d'homme-orchestre Rotor Jambreks. 2005 est une année charnière pour le groupe qui sort son premier album et participe au Printemps de Bourges.

### Premiers albums (2005—2010)
En 2005, The Craftmen Club rencontre Matt Verta-Ray (guitariste de Speedball Baby et cofondateur avec Jon Spencer du groupe Heavy Trash), ils enregistrent ensemble I Gave You Orders Never to Play that Record Again, premier album du groupe, distribué dans le grand ouest. La pochette est signée de Max, chanteur du groupe rouennais The Elektrocution. Ils changent aussi (après le dépôt de bilan de Soda) de tourneur pour signer chez Arsenal Prod. Un passage remarqué au Printemps de Bourges leur permet de faire une tournée de plus de 300 dates en 3 ans dans toute la France, mais aussi en Suisse et en Belgique.
En 2007, Julien Banes de Upton Park Publishing devient leur éditeur et une équipe se met en place pour faire avancer le projet du groupe. Le deuxième album, Thirty-Six Minutes, sort le 6 février 2009 sur le label La Ouache/Booster avec une distribution nationale, Discograph. La presse s'enflamme, Thirty-Six Minutes est accueilli les bras ouverts par la critique. Les Inrocks diront d'eux qu'ils sont « un des joyaux noirs les plus étincelants de l'hexagone », même si Evene leur reproche un son sorti droit du passé. Une tournée suit avec 200 concerts en 2 ans, avec des passages remarqués en Belgique ainsi qu'au Japon, où ils enregistreront le clip du morceau Back in Town.
En août 2010, The Craftmen Club décide de faire une pause pour entamer la composition d'un nouvel album. Yann Ollivier en profite pour passer à la guitare et au chant en formant son side-project post-rock Thomas Howard Memorial (qui a sorti deux EP, le premier en octobre 2011 et le deuxième, intitulé How to Kill Kids en janvier 2013, ainsi qu'un album In Lake en 2016, également filmé par Nicolas Charles durant l'assec du Lac de Guerlédan en Bretagne),,.

### Eternal Life(2011—2014)
Mikael Gaudé, alias Rotor Jambreks, fait son retour dans la formation en 2011 comme deuxième guitariste, après 7 ans d'absence. L'enregistrement se déroule en novembre 2012 sous la supervision d'un autre costarmoricain, Yann Madec, connu pour son travail avec Déportivo. Le mixage est confié, comme pour l'album précédent, à Scott Greiner. Un 45 tours sort le 20 avril 2013, comprenant Vampires, premier extrait du disque, et en face B une reprise de These Boots are Made for Walking enregistrée avec Richard Lornac lors d'un passage sur France Inter, au Fou du Roi.
La sortie de l'album Eternal Life se déroule en deux temps : un vinyle en édition limitée fin septembre 2013, puis CD et version numérique début 2014. Ils changent aussi de tourneur pour rejoindre Yapucca dirigé par Yann Hamon. En avril 2014, ils quittent Yapucca pour créer leur propre boite de booking via TCC Prod, l'entreprise de Yann, TCC Booking. Le 3 mai 2014 Animals leur single retentit dans le stade de France lors de la finale de la coupe de France de Guingamp contre Rennes, le morceau deviendra l'hymne officiel de l'En avant de Guingamp,.

### Coloreset séparation (2015—2018)
Mikaël Gaudé, parti en 2015, est remplacé par Robin Millasseau. L'album est publié le 10 novembre 2017 simultanément en CD, vinyle et numérique. Un an après la sortie de Colores , le groupe annonce sa séparation, ainsi qu'un concert d'adieu le 28 octobre 2018 à Brest,.

## Membres
- Steeve Lannuzel — chant, guitare (2000—2018)
- Yann Ollivier — batterie, chœurs (2000—2018)
- Marc Corlett — basse, chœurs (2005—2018)
- Robin Millasseau — guitare, chœurs (2016—2018)
- Mikaël Gaudé — chœurs, basse (2004—2005), guitare (2013—2015)
- Kevin Le Bervet — basse (2000—2003)

## Discographie

### Albums studio
- 2005 : I Gave You Orders Never to Play that Record Again (avril 2005)
- 2009 : Thirty Six Minutes (février 2009)
- 2013 : Eternal Life (33 tours édition limitée : 27 septembre 2013 ; CD et numérique: 3 février 2014)
- 2017 : Colores (33 tours édition limitée: 10 novembre 2017 ; CD et numérique : 10 novembre 2017)

### EP
- 2001 : Prototype Rock 'n' Roll Music (CD-R 8 titres promotionnels) (février 2001)
- 2002 : Jesus is a Hit and Run Driver, Man (décembre 2002)

### 45 tours
- 2013 : Vampires / These Boots are Made for Walking (45 tours - édition limitée) (20 avril 2013)